# 雅辛·本齊亞
雅辛·本齊亞（法語：Yassine Benzia；1994年9月8日—）是一位阿爾及利亞足球運動員，在場上的位置是前鋒。現效力於阿塞拜疆足球超級聯賽球隊卡拉巴克。他曾是阿爾及利亞國家足球隊的一員。